# 比加轄
比加轄（希伯來語：פקחיה，？—前740年代），天主教譯為培卡希雅，是古代中東國家北以色列王國的君主。他的父親是米拿現（《列王紀下》第15章第23节参）。

## 登年早期
比加轄在位的年期，目前歷史上有兩種講法：
1. 費毅榮（英语：Edwin R. Thiele）認為是從前738年到前736年；
2. 威廉·奧爾布賴特（英语：William F. Albright）認為是從前738年到前737年。

## 聖經相關章節
- 《列王紀下》第15章23-26節。